# Bioorganska hemija
Bioorganska hemija je naučna disciplina koja kombinuje organsku hemiju i biohemiju. Dok je biohemija usmerena na razumevanje bioloških procesa koristeći hemiju, bioorganska hemija se bavi organisko hemijskim istraživanjima, drugim rečima strukturama, sintezom i kinetikom biološki relevantnih jedinjenja. Pri istraživanju metaloenzima i kofaktora, bioorganska hemija se preklapa sa bioneorganskom hemijom. Biofizička organska hemija je termin koji se koristi za opisivanje intimnih detalja molekulskog prepoznavanja primenom bioorganske hemije.
Bioorganska hemija je grana prirodnih nauka koja izučava biološke procese koristeći hemijske metode.